# Atellane
L'atellane est une catégorie de comédie du théâtre latin, à l'origine en langue osque, qui remonte au IVe siècle av. J.-C.
Née, selon la tradition, dans la ville campanienne d'Atella (it), d'où elle tire son nom, elle est introduite à Rome en -391, comme le raconte Tite-Live.

## Description

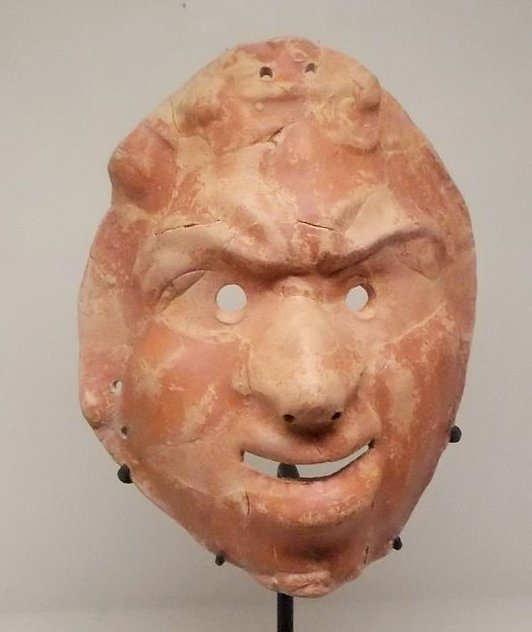
Maccus, masque décoratif en terre cuite, Fouilles de la rue des Farges - Musée gallo-romain de Fourvière, Lyon

Farce bouffonne de courte durée, souvent obscène, elle reposait sur un canevas qui laissait une large part à l'improvisation. Les rôles fixes étaient joués par cinq personnages masqués nommés : 
- Maccus (le niais)
- Bucco (le glouton)
- Pappus (le vieil avare)
- Dossennus (le bossu malicieux)
- Manducus (l'ogre terrifiant)

À ces cinq masques anthropomorphes s'ajoutait un sixième : Kikirrus, au masque thérianthrope d'un coq, qui se rapproche du traditionnel polichinelle napolitain.
Par ses caractéristiques (canevas, improvisations, personnages masqués), l’atellane fait figure d’ébauche de la commedia dell’arte.
Les principaux auteurs latins d'atellane furent NoviusLucius Pomponius (première décennie du Ier siècle), et  Plaute composa également des atellanes